# Ernest William Meiklereid
Ernest William Meiklereid (* 12. Oktober 1899; † 12. Januar 1965) war ein britischer Diplomat.

## Leben
Ernest Meiklereid studierte an der Monkton Combe School und am Emmanuel College in Cambridge. Von 1918 bis 1919 wurde er in der British Army eingesetzt. 1923 hatte er einen Studienaufenthalt in Siam, fungierte als Dolmetscher und trat in den konsularischen Dienst. Er wurde in Niederländisch-Indien und Französisch-Indochina beschäftigt. Im Februar 1932 war er Vizekonsul in Songkhla, im Oktober 1932 Vizekonsul in Lampang. Am 3. Dezember 1934 wurde er zum Konsul dritter Klasse in Bangkok ernannt. Von 1943 bis 1945 war er Generalkonsul in Dakar.
Von 1946 bis 1948 war er Generalkonsul in Saigon und wurde in dieser Zeit am 1. Januar 1947 Ritter des Order of St Michael and St George. Sein Amtsbezirk war Französisch-Indochina, bei Sisowath Monivong akkreditiert und politischer Berater von Douglas Gracey. 1946 suchte Nguyễn Văn Thinh bei Meiklereid um 500 Gewehren für jede Provinz in Südvietnam an, dieser verwies ihn an Georges Thierry d’Argenlieu.
Von 1948 bis 1949 war er Generalkonsul in San Francisco. Ab 1950 leitete er die Handelsabteilung bei der britischen Botschaft in Paris. 1955 wurde er Ordinary Knights Commander des Order of the British Empire. Von November 1955 bis August 1958 leitete er als Botschafter die britische Delegation bei der Montanunion.
Ernest William Meiklereid war mit Katherine Perouse de Montclos aus Dinard verheiratet.

## Veröffentlichungen
- 1932 Phuket
- 1932 Chiang
- 1933 Fang mit skizzierter Landkarte.
- 1933 Phrae and Nan.
- 1953 France, economic and commercial conditions in France. Overseas Economic Surveys. HM Stationery Office. London, REINO UNIDO